# Sis dies de Toronto
Els Sis dies de Toronto era una cursa de ciclisme en pista, de la modalitat de sis dies, que es corria a Toronto (Canadà). La seva primera edició data del 1912 i es va disputar fins al 1965 amb grans parèntesi entre algunes edicions.

## Palmarès
| Any      | Primers                                             | Segons                                          | Tercers                                          |
| -------- | --------------------------------------------------- | ----------------------------------------------- | ------------------------------------------------ |
| 1912     | Paddy Hehir · Eddy Root                             | Jim Moran · André Perchicot                     | Worth Mitten · Fred Wells                        |
| 1913     | Alfred Grenda · Ernie Pye                           |                                                 |                                                  |
| 1914-31  | No disputats                                        |                                                 |                                                  |
| 1932 (1) | Reginald Fielding · William Peden                   | Henri Lepage · Alfred Letourneur                | Jules Audy · Harry Horan                         |
| 1932 (2) | Alfred Crossley · Reginald McNamara                 | Henri Lepage · Bernhardt Stübecke               | Anthony Beckman · Laurent Gadou                  |
| 1933 (1) | Gérard Debaets · Alfred Letourneur                  | Jules Audy · William Peden                      | Reginald Fielding · Harry Horan                  |
| 1933 (2) | Henri Lepage · Alfred Letourneur                    | Jules Audy · Piet van Kempen                    | William Peden · Ewald Wissel                     |
| 1934 (1) | Jules Audy · William Peden                          | Frank Bartell · Charly Winter                   | Reginald Fielding · Laurent Gadou                |
| 1934 (2) | Reginald Fielding · Fred Ottevaire · Jimmy Walthour | Sydney Cozens · Godfrey Parrott · William Peden | Joseph Clignet · Ernest Muller · Piet van Kempen |
| 1935 (1) | Alfred Crossley · William Peden                     | Gustav Kilian · Heinz Vöpel                     | Reginald Fielding · Fred Ottevaire               |
| 1935 (2) | Alfred Crossley · Jimmy Walthour                    | Fred Spencer · Heinz Vöpel                      | Frank Bartell · Fred Ottevaire                   |
| 1936     | Jimmy Walthour · Charly Winter                      | Jules Audy · William Peden                      | Fred Spencer · Freddy Zäch                       |
| 1937     | Douglas Peden · William Peden                       | Laurent Gadou · Jimmy Walthour                  | Alfred Crossley · Reginald Fielding              |
| 1938-64  | No disputats                                        |                                                 |                                                  |
| 1965     | Emile Severeyns · Rik Van Steenbergen               | Leandro Faggin · Mino De Rossi                  | Lucien Gillen · Robert Lelangue                  |